# 周聚星
周聚星（？—？），字文卿，浙江金華府永康縣人，民籍，明朝政治人物。

## 生平
嘉靖三十一年（1552年）壬子科浙江鄉試第三十八名舉人。嘉靖三十八年（1559年）中式己未科會試第二百六名，二甲第五十六名進士。官刑部山西司主事。

## 家族
曾祖周仲悌；祖父周瑩；父周鍾，母王氏。重庆下。